# Sovjetiskt kallblod
Det sovjetiska kallblodet är en tung hästras som utvecklades i Ryssland och har ett starkt släktskap med det ryska kallblodet som utvecklades samtidigt. Det sovjetiska kallblodet är dock något större och grövre men de har i stort sett samma bas i belgiska hästraser. Det sovjetiska kallblodet utmärker sig med ett ganska livligt temperament som är ovanligt bland kallblodshästar.

## Historia
Det sovjetiska kallblodet utvecklades under slutet av 1800-talet efter att det ryska kallblodet hade börjat nå stor framgång i landet. Det användes i stort sett samma bas med importerade Ardennerhästar och Brabanthästar från Belgien och Percheronhästar från Frankrike, men istället för ukrainska hästar satsades det på att förbättra de lokala inhemska hästarna, och det ryska kallblodet blev mindre genom avel med Orlovtravare medan det sovjetiska kallblodet behölls kraftigare och grövre.
Aveln av det sovjetiska kallblodet stannade upp under 1940-talet då jordbruken började mekaniseras och det ryska kallblodet nådde större framgång. Idag har den dock blivit den mest spridda kallblodshästen i Ryssland och används för att förbättra andra kallblodshästar.

## Egenskaper
Det sovjetiska kallblodet är en väldigt robust och kraftig hästras som har ärvt mycket av sitt utseende från Percheronhästarna som ofta visar tydliga drag från det arabiska fullblodet som användes för att utveckla den franska kallblodshästen. Bland annat har den lätt böjda nacken gått i arv till de sovjetiska kallblodet, samtidigt som huvudet är ganska litet. Även det livliga temperamentet anses komma från Percheronhästarna och det är ovanligt bland kallblodshästar. Trots detta är rasen arbetsvillig och någorlunda lätt att hantera.
Kroppen är oftast väldigt väl musklad med en stark och bred rygg. Halsen är ganska kort men kraftig och väl musklad med en väl markerad nacke. Huvudet är litet eller medelstort med rak eller lätt utåtbuktane nosprofil med stora ganascher och vänliga ögon. Rörelserna hos hästarna är väldigt fina även om hästarna inte är speciellt snabba. Däremot är de väl lämpade för jordbruk och skogsbruk i Ryssland och är dessutom billiga i drift och lätta att föda upp.